# Педезіна
Педезіна (італ. Pedesina) — муніципалітет в Італії, у регіоні Ломбардія, провінція Сондріо.
Педезіна розташована на відстані близько 530 км на північний захід від Рима, 75 км на північ від Мілана, 27 км на захід від Сондріо.
Населення — 36 осіб (2014).

## Демографія
Населення за роками:

Станом на 1 січня 2023 року в муніципалітеті іноземці офіційно не проживали.

## Сусідні муніципалітети
- Бема
- Джерола-Альта
- Премана
- Разура
- Роголо